# 司城街道
司城街道是中华人民共和国四川省巴中市恩阳区下辖的一个街道办事处。

## 行政区划
司城街道下辖以下村级行政区划单位：
齐家梁社区、一字村、双桥村、高岸村、碧石村、韩渡村、永芳村、樟柏村、印盒寨村、司城村、元凤村、凉水井村和松梁村。

## 中国传统村落
2012年，黄桷树村被评为首批“中国传统村落”。